# Remi Wallays
Remi Henri Wallays (Wevelgem, 23 januari 1892 – aldaar, 7 juni 1971) was een Belgisch christendemocratisch politicus voor het Katholiek Verbond van België en vervolgens de CVP.

## Levensloop
Hij werd geboren in het eenvoudig gezin van Emiel Wallays (1859-1944) en Mathilde Platteeuw (1866-1938). Aanvankelijk werkte hij in de vlassector en werd daarna directeur van coöperatieven, maar door tussenkomst van de pastoor ging zijn leven een volledig andere richting uit.
Via het ACW belandde hij in de politiek. Van 1922 tot 1946 was hij voor de Katholieke Partij en daarna de CVP gemeenteraadslid te Wevelgem, waar hij van 1933 tot 1946 burgemeester was. op 1 oktober 1942 werd hij door de Duitse bezetter op basis van de ouderdomsverordening ontslagen uit zijn ambt als burgemeester, hij werd in deze hoedanigheid opgevolgd door oorlogsburgemeester Michel Byttebier. Wallays nam zijn plaats opnieuw in vanaf 29 augustus 1944. Kort daarop, op 6 september, vond de Bevrijding van Wevelgem door de Britten plaats. Na de gemeenteraadsverkiezingen van 24 november 1946 werd hij als burgemeester opgevolgd door zijn broer Achiel Wallays.
Daarnaast zetelde hij van 1921 tot 1946 ook in de provincieraad van West-Vlaanderen en daarna van 1946 tot 1954 voor het arrondissement Kortrijk in de Belgische Senaat.
Remi Wallays huwde in 1920 met Adrienne Deneckere (1889-1974), kreeg 8 kinderen en werd zo de stamvader van een politieke familie. Zijn dochter Madeleine Wallays (1920-2005) werd schepen van Wevelgem, zijn schoonzoon Leo Vanackere (1927-1979) werd provinciegouverneur van West-Vlaanderen en zijn schoonzoon Guido Carron (1935) burgemeester van Waregem. Zijn kleinzoon Steven Vanackere (1964) was dan weer van 2008 tot 2013 vicepremier in de Belgische federale regering.